# Paul Bogart
Paul Bogart (Nueva York, 21 de noviembre de 1919 – 15 de abril de 2012) fue un director de cine y televisión estadounidense. 
Dirigió episodios de las series Coronet Blue en 1967 Superagente 86 y Todo en familia de 1976 a 1979. Entre sus películas más conocidas está Marlowe, Skin Game (ambas protagonizadas por James Garner), Trilogía de Nueva York y Clase del 44.
En 1991 fue galardonado con el premio internacional a los programas audiovisuales del Festival de Cannes. 

## Filmografía
Como director
- The Kaiser Aluminum Hour (serie TV, 1956)
- Hansel and Gretel (TV, 1958)
- Brains & Brawn (serie TV, 1958)
- Ten Little Indians (TV, 1959)
- Kraft Mystery Theater (serie TV, 1961)
- The Three Sisters (1966)
- Evening Primrose (TV, 1966)
- An Enemy of the People (TV, 1966)
- Mark Twain Tonight! (TV, 1967)
- Johnny Belinda (TV, 1967)
- Kiss Me Kate (TV, 1968)
- Marlowe (1969)
- Halls of Anger (1970)
- In Search of America (TV, 1971)
- Skin Game (1971)
- Look Homeward, Angel (TV, 1972)
- Cancel My Reservation (1972)
- The House Without a Christmas Tree (TV, 1972)
- Class of '44 (1973)
- The Thanksgiving Treasure (TV, 1973)
- Double Solitaire (TV, 1974)
- The Country Girl (TV, 1974)
- Tell Me Where It Hurts (TV, 1974)
- A Memory of Two Mondays (TV, 1974)
- Mr. Ricco (1975)
- Winner Take All (TV, 1975)
- The Easter Promise (TV, 1975)
- The Dumplings (serie TV, 1976)
- Alice (serie TV, 1976)
- The War Widow (TV, 1976)
- You Can't Take It with You (1979) (TV, 1979)
- Fun and Games (TV, 1980)
- The Shady Hill Kidnapping (TV, 1982)
- Weekend (TV, 1982)
- Oh, God! You Devil (1984)
- Le Fantôme de Canterville (The Canterville Ghost) (TV, 1986)
- Nutcracker: Money, Madness & Murder (TV, 1987)
- Tales from the Hollywood Hills: Natica Jackson (TV, 1987)
- Trilogía de Nueva York (1988)
- Bagdad Cafe (serie TV, 1990)
- Broadway Bound (TV, 1992)
- The Last Mile (TV, 1992)
- The Gift of Love (TV, 1994)
- The Heidi Chronicles (TV, 1995)

Como productor
- Class of '44 (1973)
- The Adams Chronicles (TV, 1976)
- You Can't Take It with You (1979) (TV, 1979)